# Žďár nad Sázavou
Žďár nad Sázavou là một thị trấn thuộc huyện Žďár nad Sázavou, vùng Vysočina, Cộng hòa Séc.